# 洪治纲
洪治纲（1965年10月—），安徽东至人，中国作家协会会员，中国文学评论家，杭州师范大学教授。

## 生平
1988年本科毕业于安徽师范大学中文系，1991年于浙江师范大学获硕士学位，2005年于浙江大学获博士学位。先后供职于杭州学军中学、浙江省作家协会文学院。曾任暨南大学教授、博士生导师。2012年入职杭州师范大学，现任杭州师范大学人文学院院长。

## 学术贡献
主要从事中国当代文学思潮和中国当代小说研究。主持国家社科基金重点项目等课题多项，发表论文180篇。先后入选浙江省宣传文化系统“五个一批”人才，教育部“新世纪优秀人才支持计划”，浙江省“钱江学者”特聘教授等。

## 社会兼职
中国小说学会副会长，中国当代文学研究会副会长，中国作家协会文学理论批评委员会委员。

## 著作
- 《审美的哗变》（1998年11月，百花文艺出版社）
- 《整合与阐释》（1999年5月，作家出版社）
- 《永远的质疑》（2000年9月，人民文学出版社）
- 《零度疼痛》（2003年4月，花城出版社）
- 《清平乐》（2003年9月，浙江摄影出版社）
- 《无边的迁徙》（2004年5月，山东文艺出版社）
- 《守望先锋——兼论中国当代先锋文学的发展》（2005年9月，广西师范大学出版社）
- 《中国六十年代出生作家群研究》（2009年6月，江苏文艺出版社）
- 《主体性的弥散》（2009年10月，吉林出版集团有限责任公司）
- 《心灵的见证》（2009年12月，广东人民出版社）
- 《1992—2012多元文学的律动》（2009年12月，广东教育出版社）
- 《邀约与重构》（2012年1月，作家出版社）
- 《中国新时期作家代际差别研究》（2014年11月，人民出版社）
- 《余华评传》（2017年1月，作家出版社）
- 《偏见之辞》（2017年7月，作家出版社）

## 奖励与荣誉
- 2000年，获首届“冯牧文学奖·青年批评家奖”[3]
- 2007年，获第四届鲁迅文学奖理论评论奖[4]
- 2008年，获首届“当代中国文学批评家奖”[5]
- 2010年，获广东省哲学社会科学优秀成果一等奖
- 2015年，获浙江省哲学社会科学优秀成果一等奖
- 2015年，获第七届高等学校科学研究优秀成果奖（人文社会科学）二等奖[6]
- 2024年，获第九届高等学校科学研究优秀成果奖（人文社会科学）二等奖[7]